# مرلین برگمن
مرلین برگمن (انگلیسی: Marilyn Bergman؛ زادهٔ ۱۰ نوامبر ۱۹۲۸ – درگذشتهٔ ۸ ژانویهٔ ۲۰۲۲) یک آهنگساز اهل ایالات متحده آمریکا بود.

## جوایز
وی ۳ بار برنده جوایزی همچون جایزه اسکار بهترین موسیقی فیلم شده است.